# Gordon Reid
Gordon Reid, MBE (ur. 2 października 1991 w Alexandrii) – brytyjski tenisista niepełnosprawny, lider zarówno rankingu singlowego, jak i deblowego, zwycięzca dwóch turniejów wielkoszlemowych w grze pojedynczej oraz dziewiętnastu w grze podwójnej, czterokrotny zwycięzca mistrzostw na zakończenie sezonu w grze podwójnej (2013, 2015, 2017, 2021), dwukrotny finalista tej imprezy w grze pojedynczej (2016, 2017), mistrz paraolimpijski w grze pojedynczej (Rio de Janeiro 2016), brązowy medalista w singlu (Tokio 2020), dwukrotny srebrny medalista paraolimpijski w grze podwójnej (2016, 2020). W karierze Reid zwyciężył w 49 turniejach singlowych i 87 deblowych.

## Historia występów
Legenda
     W, wygrany turniej
     F, przegrana w finale
     SFW, wygrana w meczu o trzecie miejsce
     SF, przegrana w półfinale, SFP, przegrana w meczu o trzecie miejsce
     QF, przegrana w ćwierćfinale
     xR przegrana w x rundzie
     LQ, przegrana w kwalifikacjach
     RR, przegrana w fazie grupowej
     A, brak startu
     NH, impreza nie odbyła się

### Występy w Wielkim Szlemie

#### Gra pojedyncza
| Wielkoszlemowe turnieje w singlu na wózkach |                |                |                |    |    |    |    |    |    |    |
| Australian Open                             | A              | QF             | QF             | W  | QF | QF | QF | F  | SF | QF |
| French Open                                 | SF             | SF             | QF             | F  | QF | QF | F  | QF | QF | QF |
| Wimbledon                                   | Nie rozgrywano | Nie rozgrywano | Nie rozgrywano | W  | QF | QF | QF | NH | F  | QF |
| US Open                                     | SF             | QF             | QF             | NH | SF | QF | QF | QF | SF | 1R |

#### Gra podwójna
| Wielkoszlemowe turnieje w deblu na wózkach |    |    |   |    |   |    |    |    |   |   |
| Australian Open                            | A  | F  | F | F  | W | F  | SF | W  | W | W |
| French Open                                | F  | SF | W | W  | F | SF | SF | W  | W | W |
| Wimbledon                                  | SF | SF | F | W  | W | W  | F  | NH | W | F |
| US Open                                    | SF | F  | W | NH | W | W  | W  | W  | W | F |

### Turnieje Masters oraz igrzyska paraolimpijskie
| Turniej                  | 2008 | 2009           | 2010           | 2011           | 2012 | 2013           | 2014           | 2015           | 2016 | 2017           | 2018           | 2019           | 2020           | 2021 | 2022 |
| ------------------------ | ---- | -------------- | -------------- | -------------- | ---- | -------------- | -------------- | -------------- | ---- | -------------- | -------------- | -------------- | -------------- | ---- | ---- |
| Turnieje Masters         |      |                |                |                |      |                |                |                |      |                |                |                |                |      |      |
| singel                   | A    | A              | A              | A              | RR   | RR             | SF             | RR             | F    | F              | RR             | RR             | NH             | SF   |      |
| debel                    | A    | RR             | RR             | RR             | F    | W              | F              | W              | RR   | W              | SF             | RR             | NH             | W    |      |
| Igrzyska paraolimpijskie |      |                |                |                |      |                |                |                |      |                |                |                |                |      |      |
| singel                   | 1R   | Nie rozgrywano | Nie rozgrywano | Nie rozgrywano | QF   | Nie rozgrywano | Nie rozgrywano | Nie rozgrywano | W    | Nie rozgrywano | Nie rozgrywano | Nie rozgrywano | Nie rozgrywano | SFW  | NH   |
| debel                    | 1R   | Nie rozgrywano | Nie rozgrywano | Nie rozgrywano | QF   | Nie rozgrywano | Nie rozgrywano | Nie rozgrywano | F    | Nie rozgrywano | Nie rozgrywano | Nie rozgrywano | Nie rozgrywano | F    | NH   |